# مايك لومباردو
مايك لومباردو (بالإنجليزية: Mike Lombardo)‏ هو عازف بيانو وكاتب أغاني أمريكي، ولد في 30 مارس 1988.

## وصلات خارجية
- الموقع الرسمي